# Mãnh Lạp, Kim Bình
Mãnh Lạp (勐拉) còn gọi là Mường La là một trấn của huyện Kim Bình, châu Hồng Hà, tỉnh Vân Nam, Trung Quốc. Đây là một hương trấn biên giới với Việt Nam của Trung Quốc. Thời nhà Lê sơ đến cuối thời Lê Trung hưng của Việt Nam, khoảng những năm 1432-1684, Mường La (Mãnh Lạp) từng thuộc lãnh thổ Việt Nam, có tên là châu Mường La (芒羅) thuộc phủ An Tây xứ Hưng Hóa của Đại Việt. Sau đó, nhà Thanh lấn dần và đổi thành châu Quảng Lăng, huyện Kiến Thủy, phủ Lâm An, tỉnh Vân Nam.

## Hành chính
Mãnh Lạp vốn trước là một hương chủ yếu là người dân tộc thiểu số của Trung Quốc. Đến ngày 27 tháng 10 năm 2015, chính quyền tỉnh Vân Nam quyết định đổi hương Mãnh Lạp thành trấn Mãnh Lạp huyện Kim Bình. Dân số Mãnh Lạp khoảng năm 2010 là 33953 người.
Phía tây nam Mãnh Lạp là biên giới với Việt Nam, tiếp giáp với xã Pa Vệ Sủ huyện Mường Tè tỉnh Lai Châu. Phía đông nam Mãnh Lạp là trấn Kim Thủy Hà (金水河) cùng huyện Kim Bình. Phía bắc Mãnh Lạp là hương Đồng Xưởng (铜厂) của huyện Kim Bình. Phía tây Mãnh Lạp giáp hương Giả Mễ huyện Kim Bình.
Mãnh Lạp gồm 08 thôn làng làː Ông Đang (翁当村), Lão Ô Trại (老乌寨村), Kiều Thái Bình (荞菜坪村), Tân Mãnh (新勐村), Mãnh Lạp (勐拉村), Điền Đầu (田头村), Nông trường Kim Bình (金平农场村), và Quảng Đông (广东村). Trong đó 2 thôn Ông Đang và Lão Ô Trại là các thôn tiếp giáp với xã Pa Vệ Sủ thuộc huyện Mường Tè tỉnh Lai Châu Việt Nam. Trung tâm của trấn là 2 thôn Tân Mãnh và Mãnh Lạp. Phía tây thôn Ông Đang là thôn Hà Biên Trại của hương Giả Mễ.
Sông Kim Thủy (Kim Thủy Hà, hay Mãnh La Hà (Meng La He)) chảy từ hương Giả Mễ, ngang qua trấn Mãnh Lạp, theo hướng tây tây bắc-đông đông nam, sang trấn Kim Thủy Hà để vào Việt Nam thành Nậm Na, thượng nguồn bên phía trái sông Đà. Theo Lê Quý Đôn, sông Kim Thủy xưa gọi là Kim Tử Hà. Diện tích tự nhiên của Mãnh Lạp ngày nay là 336,47 km², địa hình phần lớn là núi cao hay cao nguyên, độ cao từ 308,5m đến 2876,6m.

## Lịch sử
Vùng đất Mãnh Lạp huyện Kim Bình thời trước thế kỷ 13 thuộc lãnh thổ của vương quốc Đại Lý, nằm ngoài tầm ảnh hưởng của cả Đại Việt lẫn Nam Tống. Sang cuối thế kỷ 13 và thế kỷ 14, Đại Lý bị Nguyên Mông tiêu diệt, Mãnh Lạp Kim Bình là một phần của tỉnh Vân Nam nhà Nguyên, nằm trong châu tự trị Ninh Viễn của người Thái Trắng. Đến cuối thế kỷ 14 cả nhà Nguyên và nhà Trần Đại Việt đều suy yếu, các vương quốc nhỏ trong vùng nổi lên tiêu biểu là Mường Sưa-Lan Xang của người Lào. Châu Ninh Viễn của người Thái trắng họ Đèo được quyền tự trị rộng rãi hơn, trở thành châu kỵ mi kẹp giữa Đại Việt và Đại Minh. Châu Ninh Viễn người bản địa gọi là Mường Lễ, bao gồm có hơn 10 châu mường nhỏ một trong đó là châu Mường La (Mãnh Lạp), chịu sự ảnh hưởng của tất cả các vương quốc xung quanh là Đại Việt, Đại Minh, và Lan Xang, nhưng vẫn tự trị rộng rãi. Đến đầu thế kỷ 15, những năm 1405-1407, nhà Minh đã thay thế hoàn toàn nhà Nguyên, liền tính chuyện xâm lược Đại Ngu của nhà Hồ Việt Nam, họ Đèo châu Ninh Viễn hùa theo nhà Minh chống nhà Hồ. Sau khi dành lại độc lập từ nhà Minh năm 1428, nhà Lê sơ của Đại Việt đã tiến hành chinh phục châu Mường Lễ (gồm cả Mường La, lúc này do Đèo Cát Hãn cai quản, sáp nhập và đổi tên châu Mường Lễ thành châu Phục Lễ phụ vào lãnh thổ Đại Việt năm 1432. Lúc này, quan tỉnh Vân Nam cấp báo về Bắc Kinh, nhưng vua Minh từ chối, nói rằng người Man, Di phản phúc khó lường, không cho phát binh, lệnh cho các quan tại Vân Nam chỉ tra xét diễn biến tình hình. Mường La (Mãnh Lạp) là một trong hơn 10 mường của châu Phục Lễ xứ Hưng Hóa nhà Lê, đó làː Mường La, Tuy Phụ (mường Tè), Hoàng Nham (mường Tông), Hợp Phì (Xiềng Mi), Tung Lăng (Phù Phang), Khiêm Châu (mường Tinh), Lễ Tuyền (mường Bẩm, hay mường Bum), Chiêu Tấn (mường Thu), Lai Châu (Mường Lễ), Quỳnh Nhai (mường Chăn), và Luân Châu (mường Báng). Đến năm Hồng Đức Châu Phục Lễ được đổi thành phủ An Tây (Yên Tây), kể từ đó cho tới cuối thời nhà Lê Trung hưng, các mường thuộc châu Phục Lễ là đất của Đèo Cát Hãn khi xưa, đều thuộc phủ An Tây xứ (thừa tuyên, trấn) Hưng Hóa của Đại Việt.

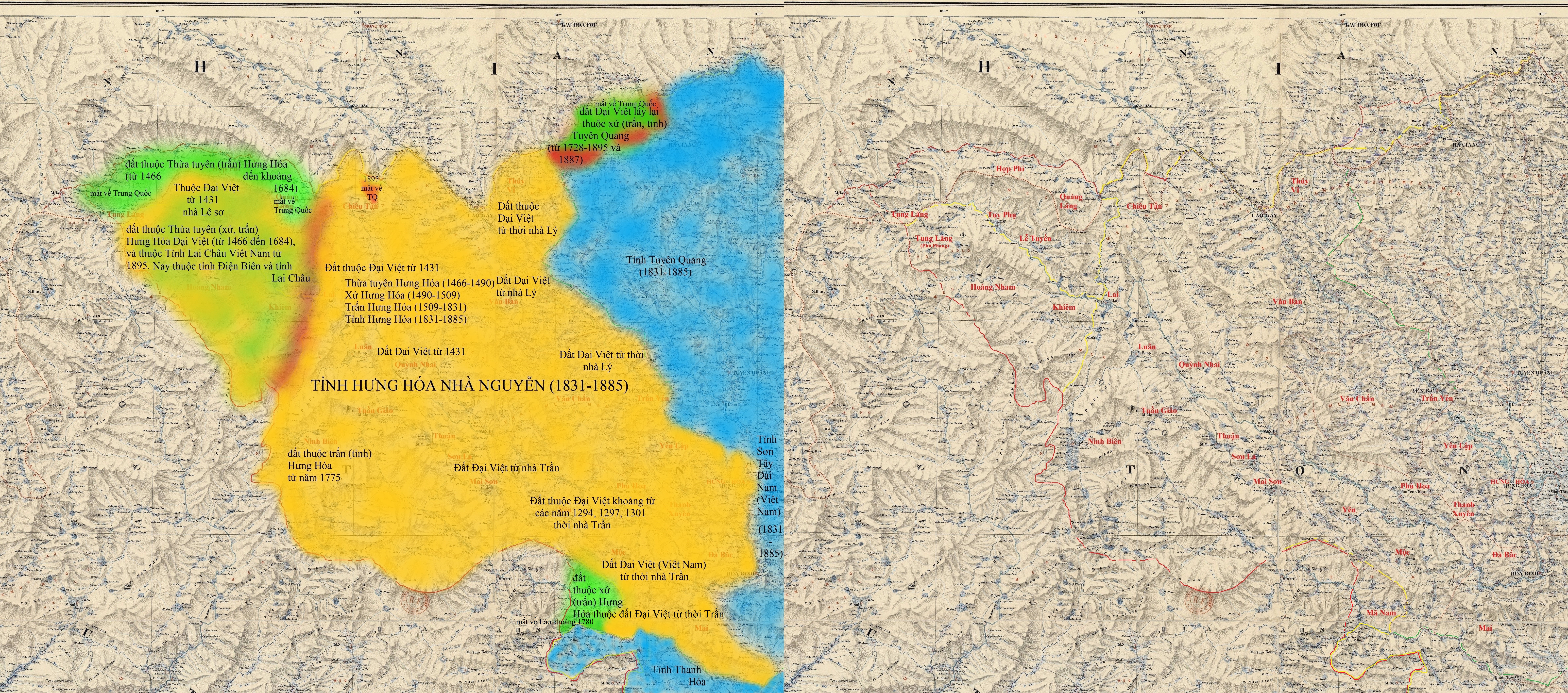
Hưng Hóa với vị trí các địa danh châu huyện thuộc các phủ Quy Hóa, An Tây, Điện Biên, Gia Hưng của xứ Hưng Hóa tiếp giáp Trung Quốc, và Lào gồm (Văn Bàn, Thủy Vĩ, Chiêu Tấn, Quảng Lăng (Mường La (芒羅), nay là trấn Mãnh Lạp, Meng-la-xiāng (勐拉乡) huyện Kim Bình châu Hồng Hà tỉnh Vân Nam Trung Quốc), Hợp Phì (Xiềng My, nay là hương Giả Mễ (者米乡, Zhe-mi-xiang)), Tuy Phụ, Hoàng Nham, Lễ Tuyền, Tung Lăng, Khiêm, Lai, Luân, Thuận, Tuần Giáo, Ninh Biên, Quỳnh Nhai, Sơn La, Mai Sơn, Yên, Phù Hoa, Mộc, Đà Bắc, Mã Nam, Mai, Thanh Xuyên, Yên Lập, Văn Chấn và Trấn Yên).

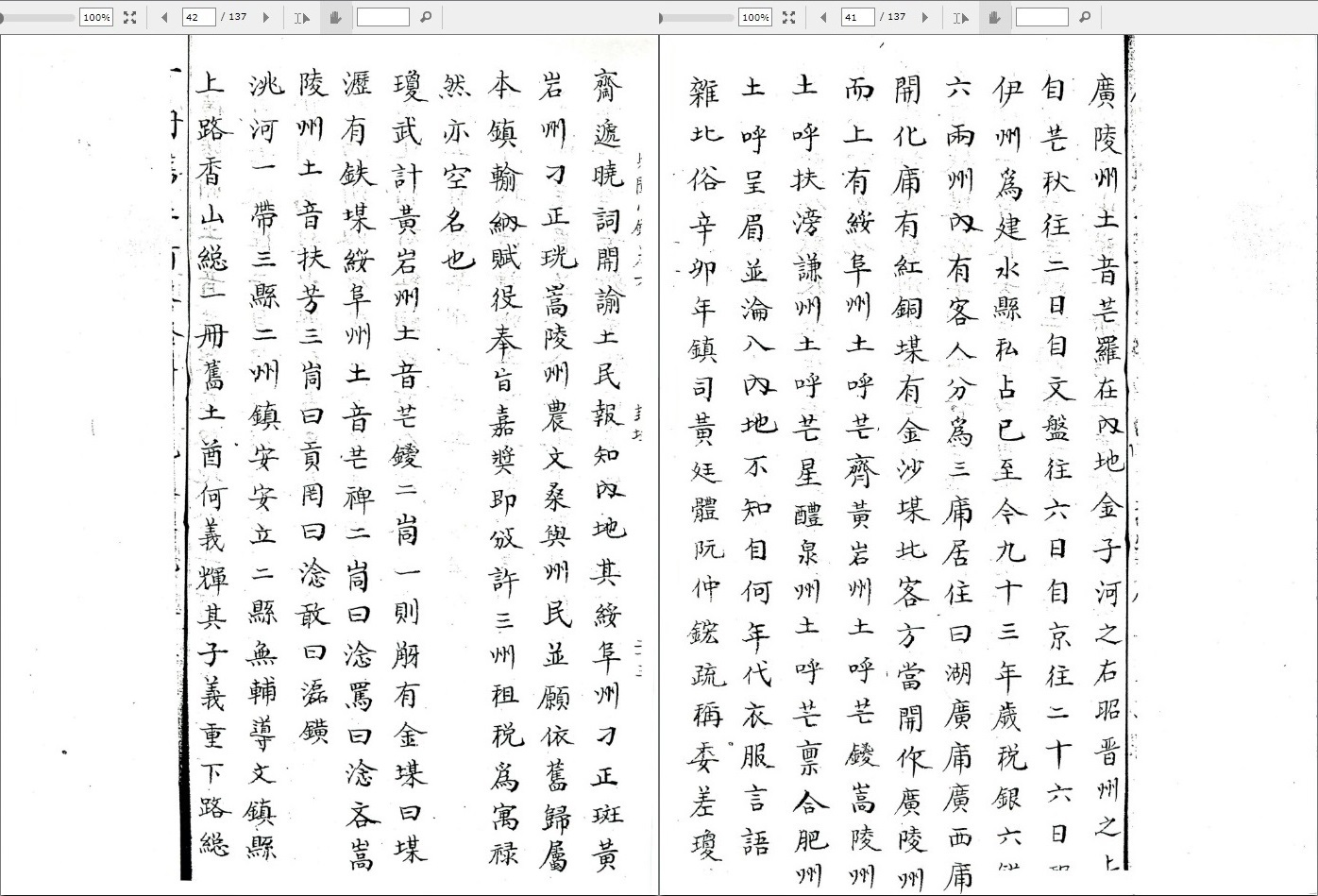
Trang 41 và 42, quyển VI: Phong vực chí, cuốn Kiến văn tiểu lục (見闻小录) của Lê Quý Đôn (bản chữ Hán Nôm).

Châu Quảng Lăng (廣陵) phủ An Tây trấn Hưng Hóa trong bản đồ Đại Việt quốc tổng lãm đồ (大越國總覽圖) thời nhà Lê-Trịnh.

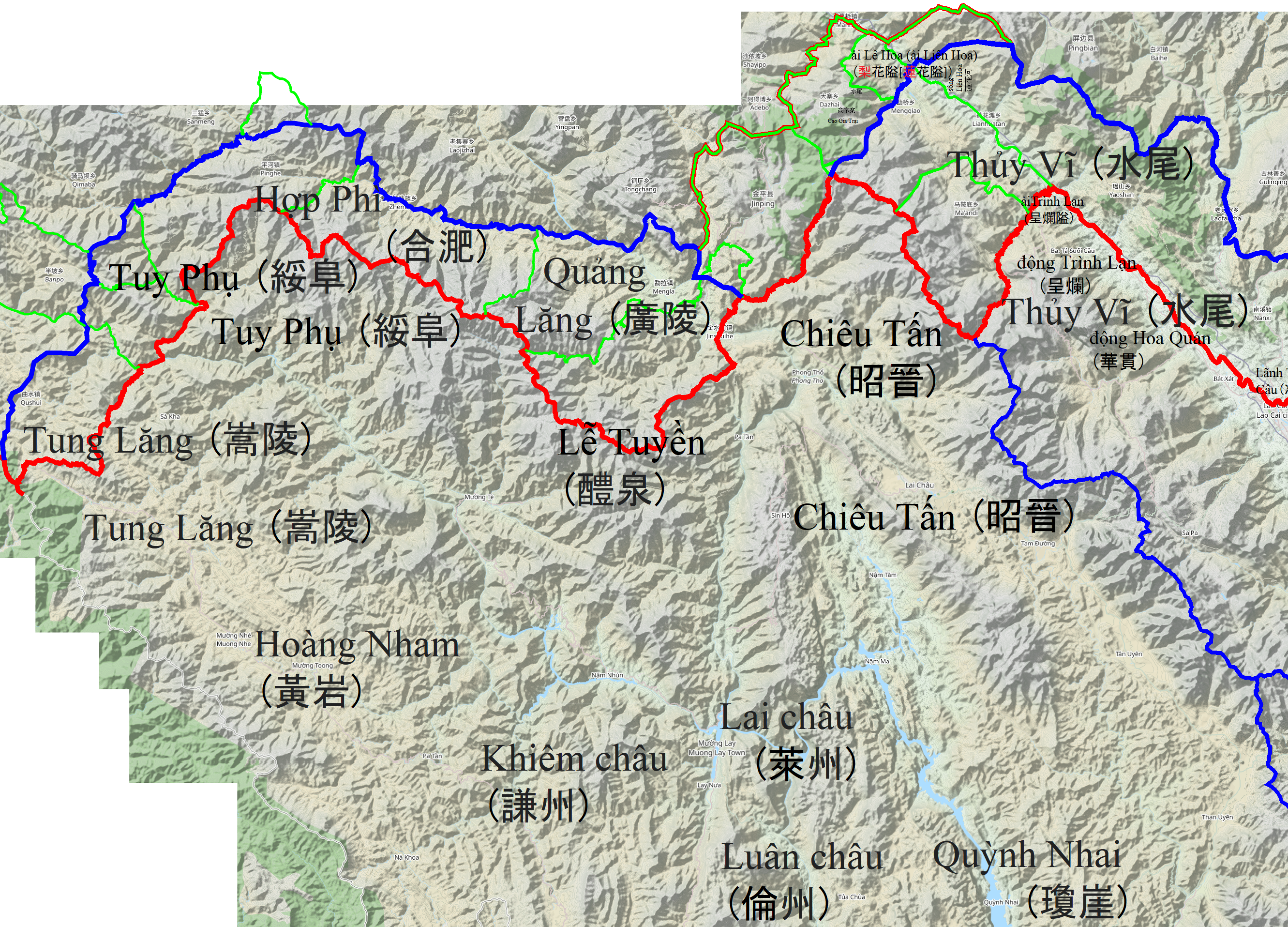
Bản đồ châu Phục Lễ (復醴), sau là phủ An Tây thừa tuyên Hưng Hóa của Đại Việt thời Lê sơ.

Trong Kiến văn tiểu lục, Lê Quý Đôn viết rằngː Châu Tuy Phụ (綏阜) thổ âm gọi là Mường Tè (芒齊) có 2 động là: Nậm Mạ và Nậm Lân. Châu Hoàng Nham (黃岩) thổ âm gọi là Mường Tông (Mường Toong, 芒㯶 chữ Nôm), có 2 động là: Ngà và Mỏ Sạch. Động Ngà có mỏ vàng còn Mỏ Sạch là đất mỏ sắt. Châu Tung Lăng (嵩陵) thổ âm gọi là Phù Phang (扶滂, là khu vực các địa danh M.Léo, Ki Ma Pa (骑马坝) và các địa danh Li Fang, Pou Fang trong bản đồ Bắc Kỳ năm 1902 mà nay là khoảng các khu vực hương Bán Pha (半坡) huyện Lục Xuân châu Hồng Hà tỉnh Vân Nam Trung Quốc và các xã Sín Thầu Mường Nhé, Sen Thượng Mường Nhé, Mù Cả Mường Tè thuộc 2 tỉnh Điện Biên, Lai Châu Việt Nam), có 3 động là: Cống Võng, Nậm Cảm và Suối Vàng. Châu Khiêm (謙州) thổ âm gọi là Mường Tinh (Nay không rõ ở đâu, nhưng có thể là Mường Tía (M.Tía) nằm phía phải sông Đà (bờ Nam) khoảng giữa Mường Toong và Mường Lễ. Cũng có thể là M.Boum và M.Mo (bờ trái sông Đà nay khoảng xã Bum Nưa, Bum Tở huyện Mường Tè nằm giữa xã Mường Toong (Hoàng Nham xưa) và thị xã Mường Lay (mường Lễ xưa)). Châu Lễ Tuyền (醴泉) thổ âm gọi là Mường Bẩm (芒禀, nay là mường Boum (M.Boum)). Châu Hợp Phì (合淝) thổ âm gọi là Trình Mi (呈眉) (tức là Mường Mì hay Xiềng My, nay là hương Giả Mễ (者米乡, Zhe-mi-xiang) huyện Kim Bình châu Hồng Hà tỉnh Vân Nam). Châu Quảng Lăng (廣陵), thổ âm gọi là Mường La (芒羅, nay là trấn Mường Lạp, Meng-la-xiāng (勐拉乡) huyện Kim Bình châu Hồng Hà tỉnh Vân Nam Trung Quốc), có 3 phố người Hoa là: Hồ Quảng, Quảng Tây và Khai Hóa, nằm bên dưới 6 châu kể trên và bên trên châu Chiêu Tấn. (Quan niệm trên dưới của Lê Quý Đôn có lẽ là theo hướng đường bộ đi từ Mường Thu (Chiêu Tấn) qua Quảng Lăng mới đến 6 châu kể trên. Hướng đường bộ này nay là hướng quốc lộ 32 - quốc lộ 4D - quốc lộ 12, một trong hai hướng đường bộ chính đi từ Hà Nội lên các tỉnh Điện Biên, Lai Châu Việt Nam và là hướng qua cửa khẩu Ma Lù Thàng sang Kim Thủy Hà trấn của Trung Quốc.) Cả bảy châu này (6 châu tên Việt Nam, 1 châu tên Trung Quốc) đến thời Lê Quý Đôn đều mất về Trung Quốc. Riêng về châu Quảng Lăng, Lê Quý Đôn viết: "Châu Quảng Lăng thổ âm là Mường La (芒羅), bên trái sông Kim Tử (金子河, Trung Quốc) và ở phía trên châu Chiêu Tấn, đi từ Mường Thu (芒秋) phải 2 ngày, từ Văn Bàn phải 6 ngày, từ Kinh ra đi phải 26 ngày. Trước châu này bị viên huyện Kiến Thủy (Trung Quốc) chiếm riêng, đến nay (năm Đinh Dậu niên hiệu Cảnh Hưng) đã 93 năm, mỗi năm phải nộp bạc thuế 6 dật 6 lạng. Trong châu có người Trung Quốc cư trú, chia thành 3 phố là phố Hồ Quảng, phố Quảng Tây và phố Khai Hóa. Có mỏ đồng đỏ, mỏ kim sa, người Trung Quốc đương khai khẩn để lấy.'"
Như thế châu Quảng Lăng (tên châu Trung Quốc) đã mất về Trung Quốc khoảng những năm 1684 niên hiệu Chính Hòa nhà Lê, và Khang Hy nhà Thanh. Các phố người Hoaː Hồ Quảng, Quảng Tây và Khai Hóa thời thế kỷ 18, nay là thôn Quảng Đông (广东村) tiếp giáp với hương Đồng Xưởng liền kề cùng thuộc huyện Kim Bình.
Trong tất cả các vùng lãnh thổ thuộc xứ Hưng Hóa Việt Nam bị mất về nhà Thanh Trung Quốc, thì vùng đất Mường La (Quảng Lăng) sau này là Mãnh Lạp trấn, Kim Thủy Hà trấn của huyện Kim Bình là ít được sách sử Việt Nam đề cập tới nhất. Đề cập tới sớm nhất và duy nhất đến vùng đất đã mất này là Lê Quý Đôn, nhà bác học thời Lê Trung hưng đương đại, trong cuốn Kiến văn tiểu lục. Còn các sử gia triều nhà Nguyễn (như cuốn Hưng Hóa lục của quan hiệp trấn họ Trần viết năm 1814, cuốn Lịch triều hiến chương loại chí của Phan Huy Chú, cuốn Đại Việt địa dư toàn biên của Nguyễn Văn Siêu) chỉ đề cập tới 6 vùng lãnh thổ thuộc Hưng Hóa bị mất về Trung Quốc cũng không biết rõ thời điểm mất khi nào, đó là 6 châu: Lễ Tuyền, Hợp phì, Tung Lăng, Tuy Phụ, Hoàng Nham, Khiêm châu, trong tổng số 10 châu (được cho là giới hạn tối đa) của phủ An Tây nhà Lê sơ. Trong Hưng Hóa kỷ lược, Phạm Thận Duật có biện luận một đoạn khá dài về điều tồn nghiː 6 hay 7 châu của xứ Hưng Hóa bị mất về nhà Thanh thời Lê Trung hưng. Một phần tồn nghi được Phạm Thận Duật viết như sauː "... Xét sách Hoàng Việt địa dư chí chép rằngː 7 châu Tung Lăng, Lễ Tuyền, Hoàng Nham, Tuy Phụ, Hợp Phì, Lai, Khiêm bị lấn ép nội phụ Trung Quốc. Sách Thoát thực ký văn của Trương Quốc Dụng chép rằngː trong năm Cảnh Hưng, bỏ mất 7 châuː Tung Lăng, Lễ Tuyền, Hoàng Nham, Hợp Phì, Tuy Phụ, Lai, Khiêm. Lại chépː cuối đời Lê, 6 châu Tung Lăng, Lễ Tuyền, Hoàng Nham, Tuy Phụ, Hợp Phì, Khiêm, do áp lực buộc phải theo về Vân Nam. Khi nói 6 châu, khi nói 7 châu, thật là bất nhất. Có lẽ đời truyền rằngː châu Lai bị lấn nhập vào Trung Quốc đã lâu. Từ khi về triều ta, châu Lai hiện tại vẫn đóng góp nộp thuế, không biết châu ấy bị sáp nhập vào Trung Quốc lúc nào, và lúc nào trở về với nước ta.,...". Đào Duy Anh trong cuốn Đất nước Việt Nam qua các đời cũng chỉ đề cập tới như sauː "Phủ An Tây. Thời Lê sơ là châu Phục Lễ; đời Quang Thuận đổi làm phủ An Tây; đời Cảnh Hưng mất sáu châu vào phủ Khai Hóa tỉnh Vân Nam nước Thanh; chỉ còn bốn châu Chiêu Tấn, Quỳnh Nhai, Lai và Luân."
Đại Nam nhất thống chí, tỉnh Hưng Hóa viếtː "Xét Hưng Hóa phong thổ lục của Hoàng Trọng Chính chép: Châu Tung Lăng có tên nữa là châu Quảng Lăng, thổ âm gọi Mường La [Mãnh Lạp], phía trên liền với đất nước Thanh, phía dưới giáp châu Lai và châu Chiêu Tấn. Đất có mỏ vàng. Từ lúc binh lửa [đánh dẹp Hoàng Công Chất], phụ đạo phụ thuộc nước Thanh, nộp thuế đã hơn 60 năm. Hằng năm phải nộp 6 dật 6 lạng bạc. Người Thanh đã mở 3 phố, có dân Hồ Quảng ở về phía tây không gánh chịu lao dịch bản trấn. Châu Hoàng Nham ở giáp biên giới, nhật trình đường đi cũng như châu Tung Lăng… Chiêu Tấn đến Tung Lăng 2 ngày, tức là đất Mường La, phụ đạo là Đèo Quốc An; đến Kim Lăng và Nậm Bàn 1 ngày; đến Trình Mỳ (tức châu Hợp Phì) 1 ngày, phụ đạo là Lý Văn Đệ; đến châu Lễ Tuyền 1 ngày, phụ đạo là Hoàng Ý Long. Lại một con đường từ Mường La đến Trình Thanh tức châu Tung Lăng 4 ngày, đến phủ Lâm An nước Thanh 4 ngày. Một đường đi Mường Tè: từ châu Lai đến Mường Tông 2 ngày, tức châu Hoàng Nham, phụ đạo là Quảng Tương; đến Mường Tè 3 ngày, tức châu Tuy Phụ, phụ đạo là Chưởng Bom; đến Bắc Mã 1 ngày; đến Mường U 1 ngày; đến Mường Nhuệ và Mường Đông 1 ngày; đến Ngưu Thao 1 ngày. Thế là từ châu Lai đi Mường Tè đến Ngưu Thao cộng 9 ngày..."